# سرمایه جنسی
در علوم اجتماعی، سرمایه جنسی (به انگلیسی:Sexual capital) یا سرمایه شهوانی (به انگلیسی:erotic capital) قدرت اجتماعی است که یک فرد یا گروه در نتیجه جذابیت جنسی و جذابیت اجتماعی خود به دست می‌آورد. سرمایه جنسی تحرک اجتماعی مستقل از منشأ طبقاتی را امکان‌پذیر می‌کند زیرا سرمایه جنسی قابل تبدیل است و ممکن است در کسب سایر اشکال سرمایه از جمله سرمایه اجتماعی و سرمایه اقتصادی مفید باشد.

## خاستگاه
اصطلاح «erotic capital» اولین بار توسط کاترین حکیم جامعه‌شناس بریتانیایی در اوایل دهه ۲۰۰۰ میلادی استفاده شد. حکیم آن را جدا از مفاهیم سرمایه اقتصادی، فرهنگی و اجتماعی پیر بوردیو، جامعه‌شناس فرانسوی و مبتنی بر آنان تعریف کرد. او می‌گوید سرمایه جنسی مستقل از منشأ طبقاتی است و تحرک اجتماعی را امکان‌پذیر می‌کند، و استدلال می‌کند که این استقلال باعث می‌شود سرمایه شهوانی از نظر اجتماعی «براندازکننده» باشد و منجر به بی‌ارزش ساختن ساختارهای قدرت غالب و تلاش برای سرکوب آن می‌شود. در منوسفیر، اصطلاح مشابه‌ای به نام ارزش بازاری جنسی (sexual market value) وجود دارد که با مخفف آن SMV نیز شناخته می‌شود.

## اهمیت
کاترین حکیم (Catherine Hakim) معتقد است که سرمایه جنسی تنها در روابط خصوصی یا حوزه‌های جنسی اهمیت ندارد؛ بلکه در عرصه‌های مختلفی مانند رسانه، سیاست، تبلیغات، ورزش، هنر و حتی در تعاملات روزمره اجتماعی نیز مؤثر است. به گفته او، سرمایه جنسی شامل شش عنصر اصلی است:
- زیبایی
- جذابیت جنسی
- جذابیت اجتماعی: شامل مهارت‌های اجتماعی و توانایی ایجاد حس راحتی و تمایل در دیگران
- سرزندگی و انرژی: ترکیبی از آمادگی جسمانی، انرژی اجتماعی و خوش‌رویی
- ارائه اجتماعی: نحوه لباس پوشیدن، استفاده از عطر، زیورآلات و مدل مو که سبک و جایگاه اجتماعی فرد را به نمایش می‌گذارد
- جاذبه جنسی: شامل توانایی و انرژی جنسی، تخیل و بازیگوشی جنسی که فرد را به یک شریک جنسی مطلوب تبدیل می‌کند[۶]